# Halk-Hakydasy-Gedenkkomplex
Halk-Hakydasy-Gedenkkomplex (übersetzt: Volksgedenken) ist ein zentraler Platz in der turkmenischen Hauptstadt Aşgabat, auf dem sich mehrere Denkmäler befinden. Der Platz wurde im Jahr 2014 fertiggestellt und hat eine Fläche von circa 650.000 Quadratmetern.

## Baugeschichte
Der Auftrag für den Bau eines Gedenkkomplexes erfolgte im Jahr 2012. Verantwortlich für den Bau war das türkische Unternehmen Polimeks, das an zahlreichen Projekten in Turkmenistan beteiligt ist. Am 6. Oktober 2014 wurde der Komplex bei einer großen Veranstaltung eröffnet. In Gegenwart großer nationaler Prominenz legte der Präsident Gurbanguly Berdimuhamedov Kränze nieder und besichtigte daraufhin das angrenzende Museum. Seit der Fertigstellung wurde der Platz regelmäßig für Kranzniederlegungen mit ausländischen Staatsgästen genutzt, beispielsweise im Dezember 2015 mit dem belarussischen Präsidenten Lukashenko.

## Denkmäler
Der Gedenkkomplex erinnert in Form großer Denkmäler an drei der prägendsten und bedeutendsten Ereignisse der Geschichte Turkmenistans: Die Belagerung Geok Tepes, den Zweiten Weltkrieg und das Erdbeben von Aşgabat 1948.

### Monument Ruhy Tagzym
Dieses Denkmal erinnert an die Erdbebenopfer von 1948. Auf einem marmornen Sockel steht ein bronzener Bulle, der die Erdkugel auf seinen Hörnern trägt. Auf der Erdkugel zeigen sich Risse und einige Leichen sind zu erkennen. Eine Mutter hält ihr kleines Kind mit beiden Armen in die Höhe, scheinbar um es vor den verheerenden Auswirkungen des Bebens zu schützen. Das Monument ist ein zentraler Ort für die Bewohner Aşgabats beim Gedenken an das Erdbeben, bei dem mehr als 100.000 Menschen starben und die gesamte Stadt zerstört wurde. Am Gedenktag für die Opfer des Erdbebens legte auch der turkmenische Präsident einen Blumenkranz an dem Monument nieder.

### Monument Baky şöhrat

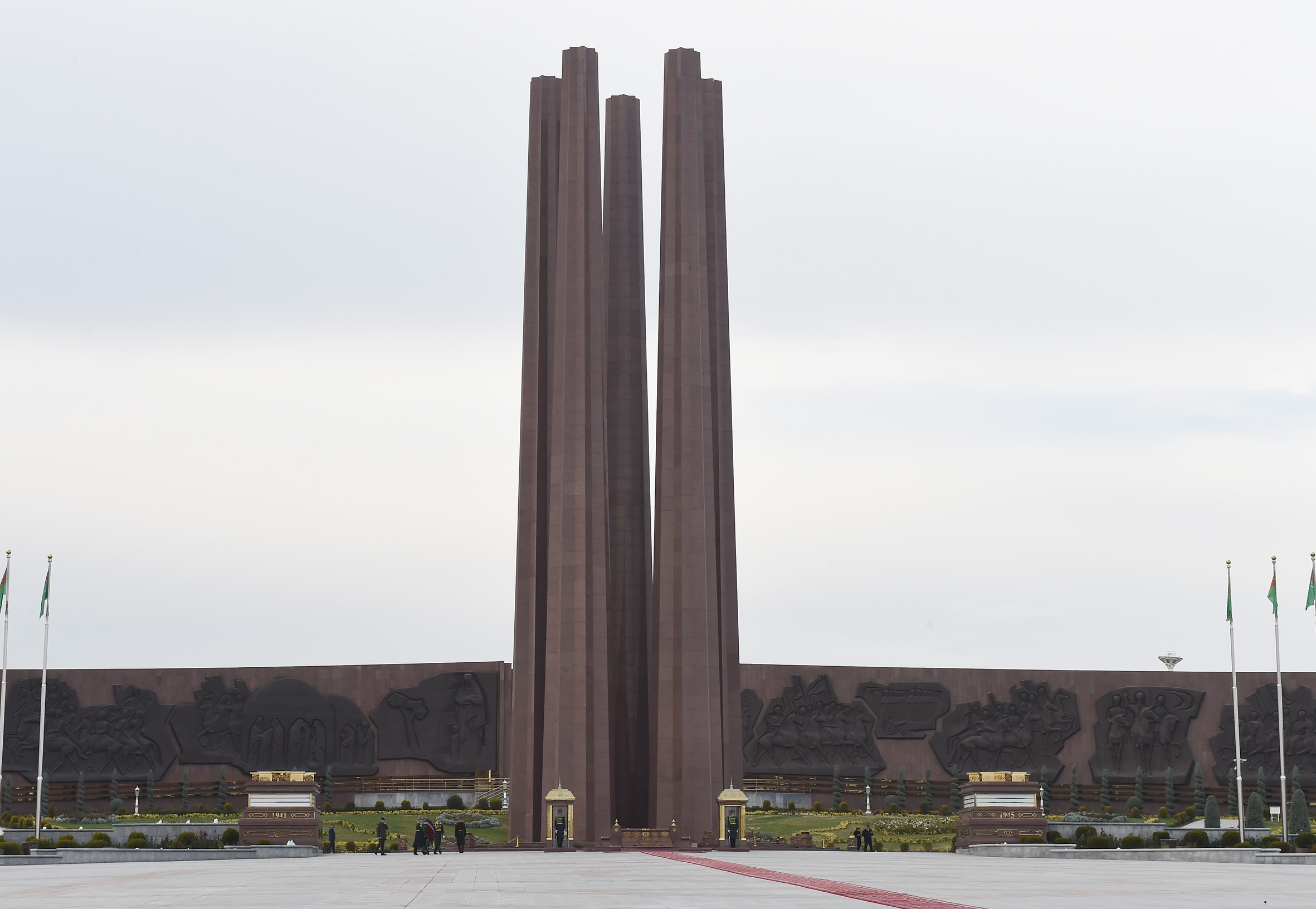

Ein Denkmal für die gefallenen Soldaten im Zweiten Weltkrieg und den Sieg über den Faschismus. Die fünf Stelen, die das Denkmal bilden, stellen Flammen dar, die für den Namen des Denkmals, ewige Flamme, verantwortlich sind. Bereits 1970 wurde ein ähnlich aufgebautes Denkmal errichtet, für den neuen Halk-Hakydasy-Gedenkkomplex wurde dieses modifiziert.

### Monument Milletiň ogullary
Das dritte Denkmal auf dem Platz zeigt eine Mutter mit ihrem Sohn. Es soll an all diejenigen erinnern, die ihr Leben für Turkmenistan gegeben haben. Insbesondere wird derer gedacht, die 1880 bei der Verteidigung von Geok Tepe gegen die Russen starben.

## Museum
Die Ereignisse, an die die Denkmäler erinnern, werden im angrenzenden Museum aufgegriffen. Hier gibt es Ausstellungen zum Zweiten Weltkrieg und dem Erdbeben von 1948. Unter anderem werden Fotos von Aşgabat vor 1948 und nach 1948 gezeigt und der Besucher wird über die jahrelangen Aufräum- und Wiederaufbaumaßnahmen in der turkmenischen Hauptstadt informiert.